# ZigBee
ZigBee je bežični komunikacijski protokol namjenjem osobnim mrežama s malom propusnošću i malom potrošnjom energije. Ciljane primjene ZigBee-a su aplikacije koje zahtijevaju umrežavanje velikog broja uređaja, prijenos male količine podataka, malu potrošnju energije te visoku sigurnost prijenosa. ZigBee se temelji na IEEE normi 802.15.4, ali se često ova dva pojma poistovjećuju. 

## Pregled
Mrežni protokol ZigBee je nastao kada se javila potreba za umrežavanjem velikog broja uređaja između kojih se prenosi mala količina podataka, a aplikacije zahtijevaju veliku energetsku autonomiju uređaja, te samim time i malu potrošnju. Tipični primjeri apliakcija s ovakvim zahtjevima su bežične mreže osjetila, kontrolne mreže itd, prikupljanje medicinskih podataka i slično. ZigBee uređaji bi trebali biti maleni, jeftini i pouzdani. 

## Klase i tipovi ZigBee uređaja
IEEE norma definira dvije klase uređaja po razini funkcionalnosti: FFD (engl. Fully Functional Device – uređaj s potpunom funkcionalnošću) i RFD (engl. Reduced Functional Device – uređaj s ograničenom funkcionalnošću). FFD je uglavnom spojen na neki stalni izvor napajanja dok je RFD energetski samostalan (tj. ima neko vlastito autonomno napajanje) te je kao takav ograničen u energetskom smislu i funkcijama u mreži. 
ZigBee definira uređaje po funkciji u mreži. To su koordinator (mrežni koordinator, engl. coordinator, uvijek FFD) koji obavlja inicijalizaciju mreže, uspostavlja vezu među ostalim čvorovima, služi kao izlaz prema nekoj drugoj vrsti mreže (LAN, GSM) itd., usmjerivač (engl. router, uvijek FFD) koji služi za povećavanje dometa mreže i krajnji uređaj (engl. end device, uglavnom RFD, može biti i FFD) na kojemu su uglavnom smještena osjetila, aktuatori ili neke upravljačke jedinice.
| ZigBee uređaj  | IEEE klasa uređaja | Funkcija |
| Koordinator    | FFD                | Uspostavlja mrežu, dodjeljuje mrežne adrese, brine se o sigurnosti i ispravnosti razmjene podataka između čvora. |
| Usmjerivač     | FFD                | Neobavezan. Povećava fizički domet mreže, omogućava većem broju čvorova spajanje u mrežu.                        |
| Krajnji uređaj | RFD (rijetko FFD)  | Osjetila, kontrolni uređaji.                                                                                     |

## Protokolni stog
ZigBee protokolni stog temelji se na OSI modelu, ali definira samo one slojeve koji su važni za ostvarivanje funkcionalnosti na željenom području. 

### Fizički sloj
Uloga fizičkog sloja (PHY – physical layer) u komunikaciji jest aktiviranje i deaktiviranje primopredajnika, mjerenje razine energije signala (ED – Energy Detection), indikacija kvalitete veze (LQI – Link Quality Indicator) i provjera oslobođenosti kanala (CCA – Clear Channel Assesment), odabir kanala te primanje i slanje podataka. 
Fizički sloj definira tri pojasa frekvencija: prvi na 868 MHz koji sadrži kanal 0 i podržava prijenos podataka od 20 kbps, drugi na 915 MHz s 10 kanala (1 – 10) i brzinom prijenosa od 40 kbps te treći na 2,4 GHz sa 16 kanala (11 – 26) s brzinom prijenosa od 250 kbps i širinom kanala od 5 MHz. Na prva dva pojasa koristi se binarna PSK (Phase Shift Keying) modulacija, dok se na trećem pojasu koristi QPSK (Quadrature Phase Shift Keying). U frekvencijskom opsegu na 2,4 GHz deklarirani domet u otvorenom prostoru iznosi 100 m, dok u zatvorenom iznosi 30 m pri snazi odašiljanja od 1 mW. Radi poboljšanja odnosa signal/šum te povećanja selektivnosti kanala upotrebljava se tehnika moduliranja raspršenja spektra direktnim postupkom (DSSS - Direct Sequence Spread Spectrum). 

### Sloj za pristup mediju
Sloj za pristup mediju (MAC – Medium Access Layer) je zadužen za pristup fizičkom sloju, generiranje i sinkroniziranje na mrežnu zraku, pokretanje koordinatora i generiranje PAN Id-a (Personal Area Network Identinfier), određivanje i izvršavanje GTS-a, korištenje CSMA-CA mehanizma za pristup kanalu, te uspostavljanja veze između MAC entiteta na različitim čvorovima i ostvarivanje pouzdane komunikacije između dva susjedna čvora u mreži. Funkcionalnost uređaja je definirana na ovom sloju. Također, MAC sloj podržava određene sigurnosne mehanizme.

### Mrežni sloj
Mrežni sloj (NWK – network layer) je zadužen za pravilno formiranje mrežne topologije, konfiguriranje uređaja, uključivanje i isključivanje čvora s mreže, dostavljanje poruke pravom odredištu, pravilno adresiranje, otkrivanje susjedstva i pravih putova između dva čvora, te prosljeđivanje i primanje podataka od aplikacijskog i MAC sloja. Mrežni sloj podržava usmjeravanje poruka (routing), odnosno formiranje optimalne mrežne topologije. Ove dvije funkcije su glavne značajke ZigBee protokola. Funkcija uređaja je definirana na mrežnom sloju. Mrežni sloj, kao i MAC, podržava određene sigurnosne mehanizme.

### Aplikacijski sloj
Aplikacijski sloj je zadužen za ispravnu komunikaciju između aplikacija koje koriste ZigBee mrežu kao sredstvo komunikacije među čvorovima. 

## Vanjske poveznice
ZigBee Alliance